# Fastech 360
Fastech 360 était une série de 2 rames prototypes japonaises pour la nouvelle génération de train à grande vitesse Shinkansen. Son nom est la contraction de Fast (rapide) et de Technology (technologie). Sa vitesse de croisière était fixée à 360 km/h, même si une vitesse de pointe de 405 km/h a été atteinte pendant les essais.

## Fastech 360S (Série E954)
Les essais de ce prototype ont commencé en juin 2005 sur la ligne Tōhoku Shinkansen. Le Fastech 360S était notamment équipé d'un système de freinage d'urgence qui augmentait la résistance du train aux frottements de l'air selon le principe de l'aérofrein, et qui était conçu pour se déclencher automatiquement en cas de tremblements de terre, très fréquents au Japon; leur ressemblance aux oreilles d'un chat a donné au Fastech 360 le surnom "Shinkansen à oreilles de chat" (猫耳新幹線, nekomimi Shinkansen).
La rame a été réformée en septembre 2009. Les Shinkansen E5 découlent directement de ce prototype.

## Fastech 360Z (Série E955)
Les essais de ce prototype ont débuté en avril 2006. Cette rame était assez semblable au Fastech 360S, mais avec un gabarit plus réduit pour pouvoir circuler sur les lignes Mini-Shinkansen Akita et Yamagata.
La rame a été réformée en décembre 2008. Les Shinkansen E6 découlent directement de ce prototype.

## Photos

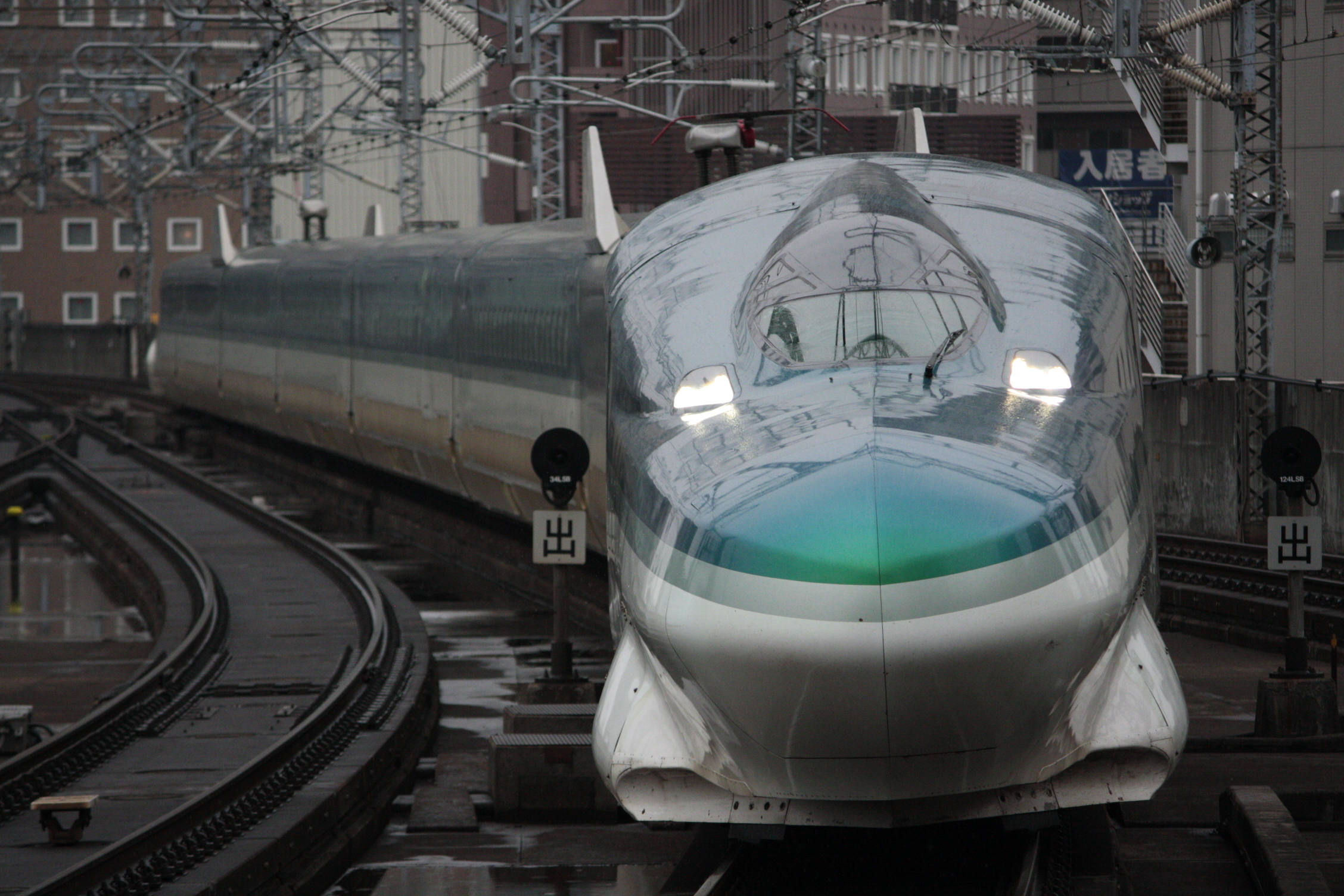
Fastech 360S (première face)
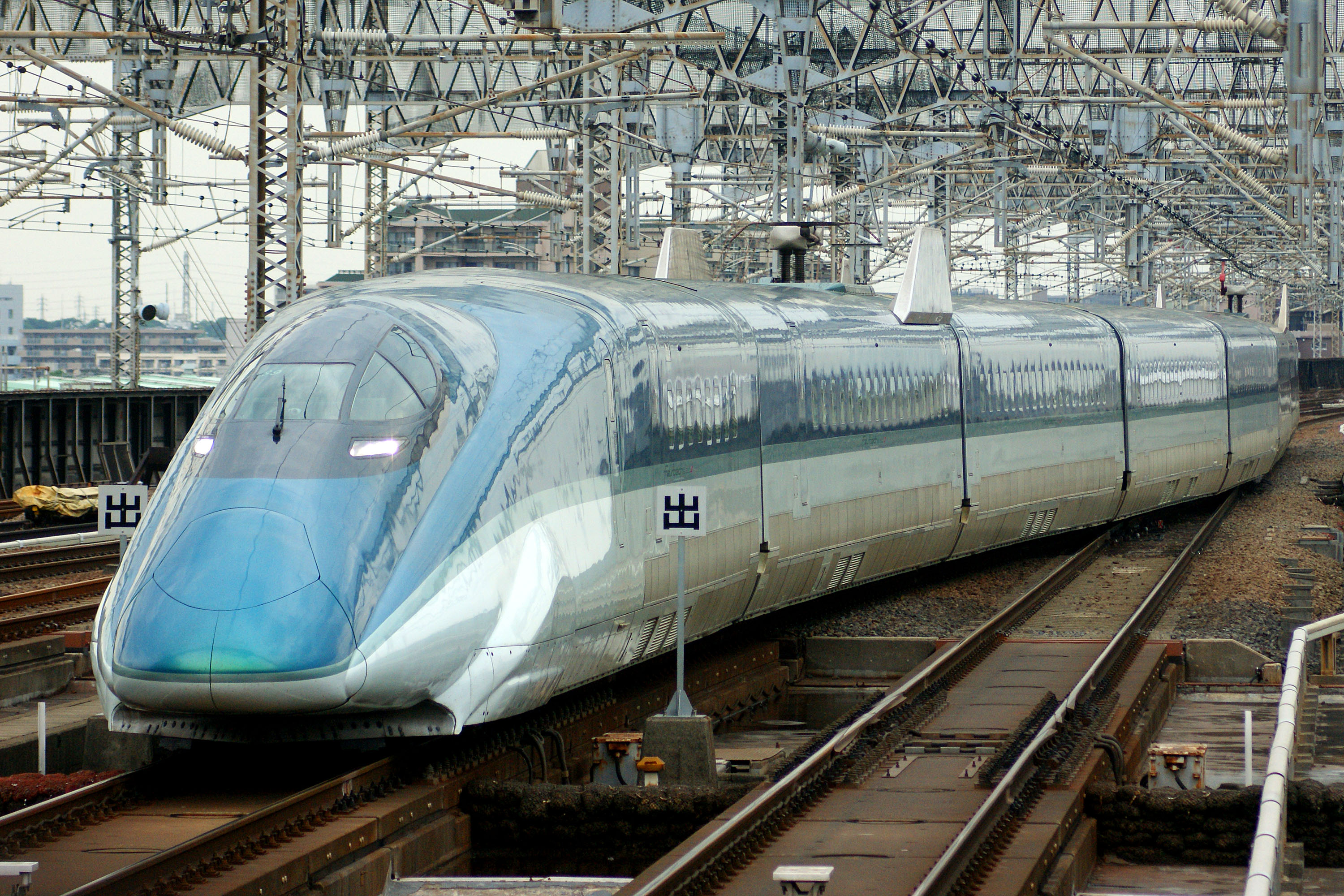
Fastech 360S (seconde face)
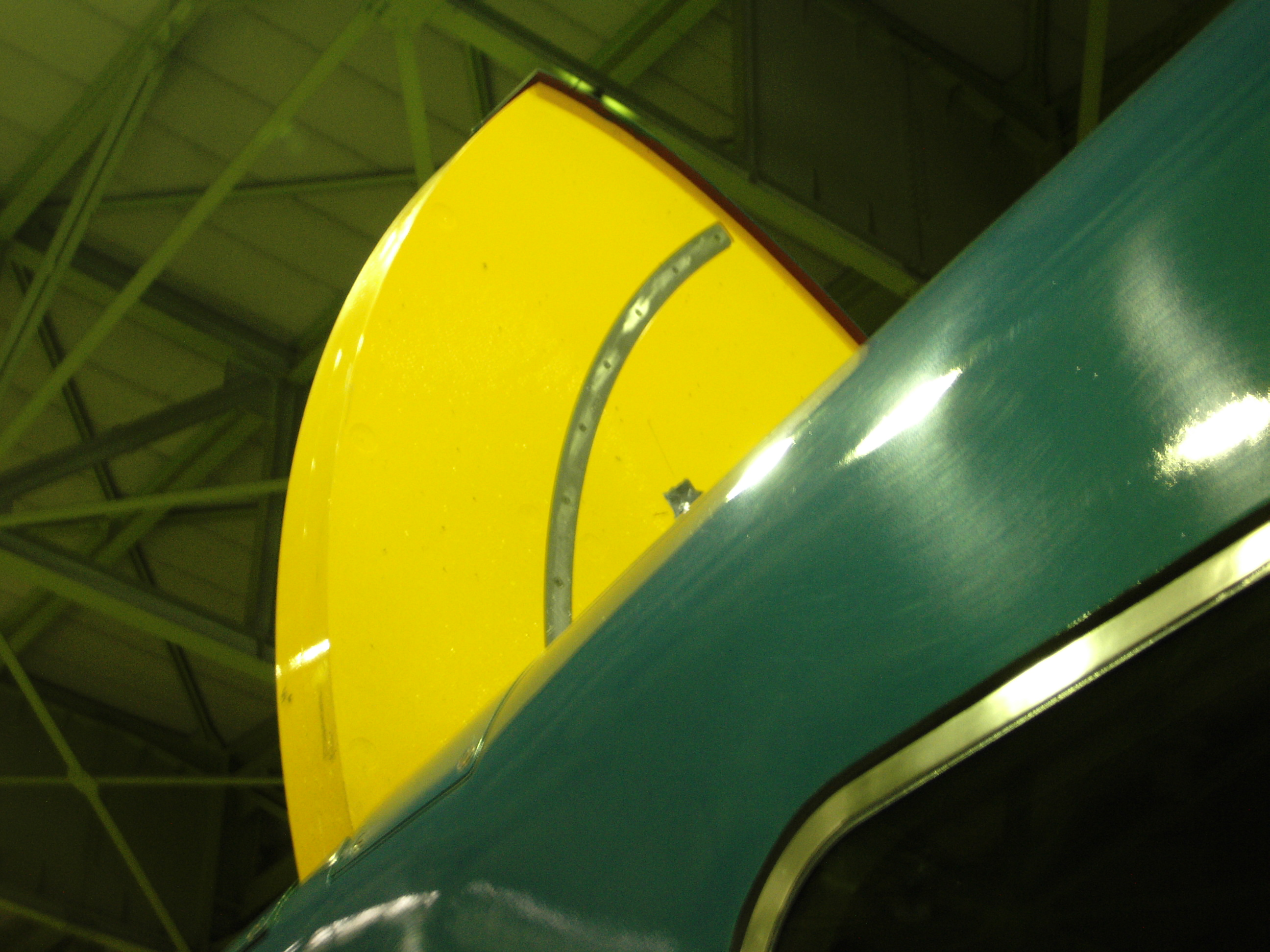
Aérofreins du Fastech 360S
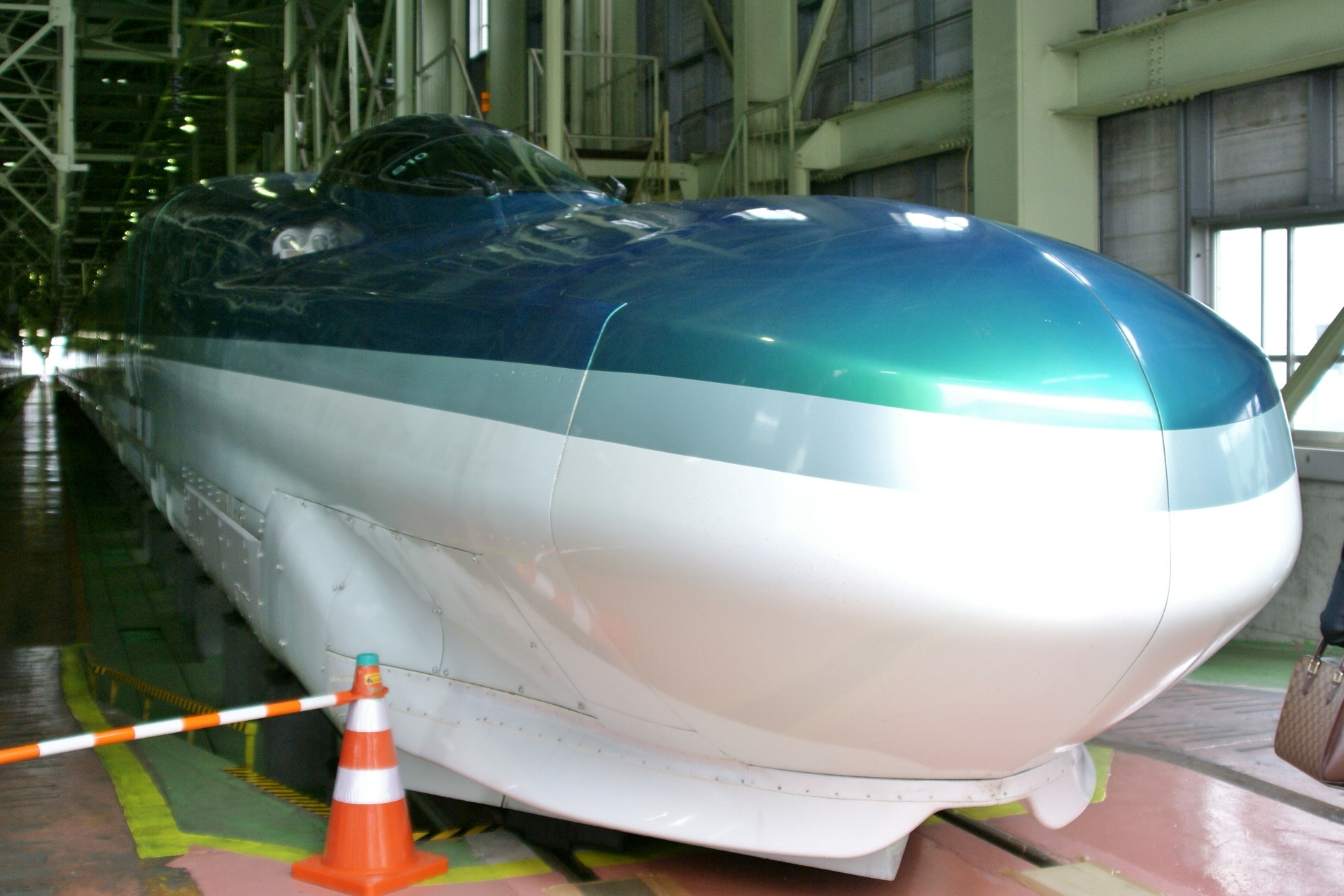
Fastech 360Z